# Hans Laroes
Hans Laroes (Middelburg, 2 juli 1955) is een Nederlandse journalist. Hij was tussen 2002 en 2011 hoofdredacteur van het NOS Journaal. Van 1 juli 2016 tot 20 september 2018 was hij interim-hoofdredacteur bij KRO-NCRV.

## Biografie
Laroes heeft de School voor Journalistiek in Utrecht gevolgd. Hij werkte eerder voor De Stem, PZC en het Utrechts Nieuwsblad. Laroes was vanaf 1988 in dienst bij de NOS, eerst als 'politiek duider', dan via redactiechef, adjunct-hoofdredacteur en plaatsvervangend hoofdredacteur naar de functie van hoofdredacteur. Hij volgde Nico Haasbroek in 2002 in deze functie op na een verschil van inzicht over de berichtgeving rond de parlementsverkiezingen van dat jaar.
In 1991 werd Laroes in de buurt van het Haagse Binnenhof door een verwarde man met een mes neergestoken. Laroes kwam ook in het nieuws door de controverse rond Charles Groenhuijsen, die bij de NOS vertrok vanwege onenigheid over arbeidsvoorwaarden en een e-mail waarin Groenhuijsen Laroes een 'schnabbelgestapo' noemt. Sinds september 2006 hield Laroes op de site van de NOS een weblog bij.
Per 1 juli 2011 legde Laroes zijn functie bij de NOS neer. Hij werd opgevolgd door Marcel Gelauff.
Van maart 2013 tot en met 4 november 2015 was Laroes voorzitter van de Raad voor de Journalistiek. Hij trad af nadat het Algemeen Dagblad (AD) zich beklaagd had over een artikel dat Laroes op 21 februari 2015 in dagblad de Volkskrant geschreven had, waarin hij de lokale pers fel bekritiseerde en in het bijzonder de AD-editie Delft van AD/Haagsche Courant. Het AD stelde dat een voorzitter van de Raad voor de Journalistiek zich neutraal dient op te stellen en zegde daarop eind maart 2015 het lidmaatschap op van de Raad voor de Journalistiek. Laroes gaf als reden voor zijn aftreden dat hij geen obstakel wenste te zijn.
Vanaf 1 juli 2016 was hij interim-hoofdredacteur bij KRO-NCRV. Op 20 september 2018 werd bekendgemaakt dat zijn contract, dat tot 1 januari 2019 liep, niet werd verlengd.

## Citaten
- 'Niet de wil, maar de wereld van de kijker' - over de vraag in hoeverre de NOS zich bij de nieuwskeuze door het publiek moet laten leiden
- 'Wij vinden Bush dommer dan Al Gore, GroenLinks-stemmers aardiger dan LPF-stemmers, [...] een bos mooier dan een snelweg, een bijstandfraudeur zieliger dan een frauderende accountant, iemand in een BMW verdachter dan in een Fiat Panda' - in een betoog dat de journalistiek haar vooroordelen moet loslaten[6]